# Haritan

Huraytan là trung tâm hành chính của Huraytan Nahiyah của quận Jabal Sem'ān.

Haritan (tiếng Ả Rập: حريتان, cũng đánh vần Huraytan hoặc Hreitan) là một thị trấn ở phía bắc Syria, một phần hành chính của quận Mount Simeon của Tỉnh Aleppo, ngay phía tây bắc Aleppo. Các địa phương lân cận bao gồm Ratyan, Bayanoun và Mayer ở phía bắc, Anadan, Yaqid al-Adas ở phía tây, Kafr Hamrah ở phía nam và Shaykh Najjar ở phía đông.
Theo Cục Thống kê Trung ương Syria (CBS), Huraytan có dân số 12.937 trong cuộc điều tra dân số năm 2004.